# Mornariška pehota
Mornariška pehota je vojaški strokovni izraz, ki označuje del vojne mornarice; v nekaterih državah pa mornariška pehota predstavlja samostojno vejo oboroženih sil. Kot že samo ime pove, je mornariška pehota sestavljena iz vojakov oz. mornarjev - marincev, ki so izurjeni za bojevanje na ladjah ter izvajanje izkrcevalnih operacij.

## Zgodovina
Zametki mornariške pehote segajo v antiko, ko so na rimskih ladjah imeli posebno izurjene mornarje, ki so med pomorskim bojem zavzeli sovražnikovo plovilo. To so storili tako, da sta se ladji bočno približali, nakar je rimska ladja spustila napravo, imenovano »krokar« (leseni mostič, ki je imel na drugem koncu železno konico, ki se je zarila v  palubo ladje in tako držala ladji skupaj), nato so ti mornarji stekli čez most in zavzeli ladjo.
Sprva je bila tako mornariška pehota namenjena le za sodelovanje pri zavzemanju sovražnikove in obrambi lastne ter za straženje ladje v pristanišču. Njen pomen se je bistveno povečal, ko so jo začeli uporabljati kot glavnino izkrcevalnih sil, ki se je lahko izkrcala daleč v sovražnikovem zaledju.
Največji pomen je mornariška pehota dobila med drugo svetovno vojno, ko je korpus mornariške pehote Združenih držav Amerike nosil glavnino bojevanja na pacifiški fronti.

## Organizacija mornariške pehote
Večina sodobnih mornariških pehot je organiziranih po principu korpusa in ne kot samostojne službe. Ti korpusi pa lahko večkrat presegajo običajno sestavo pehotnega korpusa (npr. KMP ZDA po moči bolje ustreza armadi, seveda v popolni mobilizaciji).

## Najpomembnejše mornariške pehote
- Francija - Francoski marinci
- Italija - Polk San Marco
- Japonska - Japonski marinci (1928-1945)
- Koreja - Korpus mornariške pehote Republike Koreje
- Ljudska republika Kitajska - Korpus mornariške pehote Ljudske osvobodilne armade
- Nizozemska - Kraljevi nizozemski Korpus mornariške pehote (10. december 1665)
- Rusija - Ruska mornariška pehota
- Španija - Španska mornariška pehota (najstarejša mornariška pehota na svetu, ustanovljena leta 1533)
- Tajska - Kraljevi tajski Korpus mornariške pehote
- Tajvan - Korpus mornariške pehote Republike Kitajske
- ZDA - Kolonialni marinci (10. november 1775), Korpus mornariške pehote Združenih držav Amerike
- Združeno kraljestvo - Korpus kolonialnih marincev (1840.), Kraljevi marinci (1664-danes)
- ZSSR - Sovjetska pomorska pehota